# 史氏马先蒿
史氏马先蒿（学名：Pedicularis smithiana）为列当科马先蒿属的植物，为中国的特有植物。分布在中国大陆的云南、四川等地，生长于海拔3,000米至4,000米的地区，多生于高山草地或灌丛中，目前尚未由人工引种栽培。